# Zbyněk Pulec
Zbyněk Pulec (* 5. února 1948) je bývalý československý vodní slalomář, kanoista závodící v kategorii C1.
Na mistrovstvích světa získal jednu stříbrnou (C1 družstva – 1969) a dvě bronzové medaile (C1 – 1969; C1 družstva – 1971). Startoval na Letních olympijských hrách 1972 v Mnichově, kde v individuálním závodě C1 skončil na devátém místě.